# Agathis (plantengeslacht)
Agathis (ook wel Kauri of dammar genoemd) is een geslacht van 17 soorten groenblijvende bomen uit de apenboomfamilie (Araucariaceae). De soorten komen voor van Maleisië tot in Nieuw-Zeeland en het zuidwestelijke deel van het Pacifisch gebied.

## Kenmerken
Agathis is relatief jong in vergelijking met de andere geslachten uit de apenboomfamilie. Het is vermoedelijk 65 miljoen jaar geleden ontstaan. Het kunnen zeer grote bomen worden, met weinig of geen vertakkingen tot op een zekere hoogte. De jonge bomen zijn normaal gesproken kegelvormig. Bij volwassenheid wordt de kroon ronder of onregelmatig gevormd.

### Schors en takken
De schors is lichtgrijs tot grijsbruin meestal in onregelmatige schilfers die dikker worden bij oudere bomen. De takkenstructuur is vaak horizontaal. De laagste takken laten cirkelvormige littekens achter als zij van de boomstam vallen.

### Bladeren
Volwassen bladeren zijn elliptisch tot lineair, zeer leerachtig en vrij dik. De jonge bladeren zijn groter en hun vorm, afhankelijk van de soort, varieert min of meer van eirond tot lancetvormig. Ze hebben een koperachtig rode kleur die sterk contrasteert met de meestal groene of blauwgroene bladeren van het vorige seizoen.

### Voortplanting
De mannelijke stuifmeelkegels verschijnen gewoonlijk slechts bij grotere bomen nadat de zaadkegels zijn verschenen. De vrouwelijke zaadkegels ontwikkelen zich gewoonlijk op korte zijtakjes, rijpend na twee jaar. Zij zijn normaal ovaal of bolvormig.

### Verspreiding
Agathis-soorten bevinden zich in de Pacifische regio van Maleisië, Indonesië, de Filipijnen, Melanesië, Australië en Nieuw-Zeeland. Ze komen voor in tropische regenwouden en moessonwouden vanaf het zeeniveau tot een hoogte van 2500 meter. De bomen kunnen op verschillende soorten bodems groeien met name: zandgrond, kalkrijke, silicaatrijke of nog vulkanische bodems. Ze zijn vaak groter en dikker dan de andere bomen in hun omgeving. Tijdens de Jura genoot het geslacht een zeer wijde verspreiding.

## Soorten
- Agathis alba (Rumph. ex Valmont) Foxw. (Filipijnen, Molukken)
- Agathis atropurpurea Hyland (Queensland, Australië)
- Agathis australis (D.Don) Lindl. - Kauri (Nieuw-Zeeland)
- Agathis borneensis Warb. (westelijk Maleisië)
- Agathis flavescens Ridl. (Borneo)
- Agathis kinabaluensis de Laub. (Borneo)
- Agathis labilliardieri Warb. (Nieuw-Guinea)
- Agathis lanceolata Warb. (Nieuw-Caledonië)
- Agathis lenticula de Laub. (Borneo)
- Agathis macrophylla (Lindl.) Mast. (synoniem: Agathis vitiensis) - (Fiji, Vanuatu)
- Agathis microstachya J.F.Bailey & C.T.White (Queensland, Australië)
- Agathis montana de Laub. (Nieuw-Caledonië)
- Agathis moorei (Lindl.) Mast. (Nieuw-Caledonië)
- Agathis orbicula de Laub. (Borneo)
- Agathis ovata (C.Moore ex Vieill.) Warb. (Nieuw-Caledonië)
- Agathis robusta (C.Moore ex F.Muell.) F.M.Bailey (Queensland, Australië; Nieuw-Guinea)
- Agathis silbae de Laub. (Vanuatu)

## Bedreiging
De zaden van sommige soorten wordt opgegeten door de rupsen van het vlindergeslacht Agathiphaga.

## Toepassingen
Het hout is rechtdradig en heeft een fijne, gelijkmatige, zijdezachte textuur en een glanzend oppervlak. De kleur is strogeel tot geelbruin en uniform. Omdat het licht, sterk, knoopvrij en gemakkelijk te bewerken is, is Agathis gevraagd in diverse industrieën en de huidige bevoorrading komt vrijwel geheel uit bosplantages. Het wordt gebruikt in de bouw van schepen en woningen, de productie van meubels, goborden, gitaren, spoorbalken, steunen en panelen voor de lambrisering.

### Hars
Verschillende Agathis-soorten scheiden een doorzichtige of witte hars uit zoals de kopal en de damarhars die gewonnen en gebruikt wordt in verschillende domeinen.

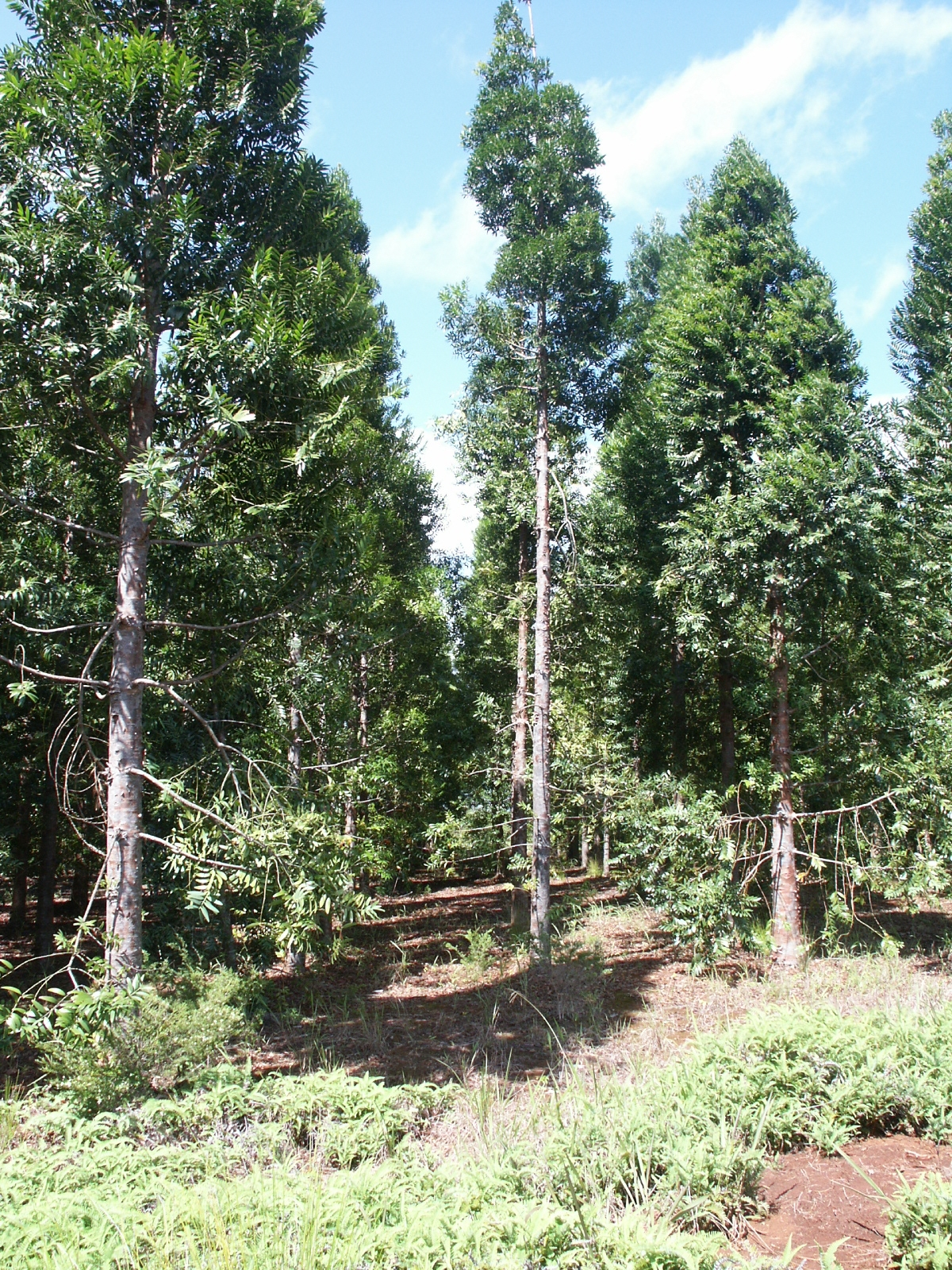
Agathis lanceolata
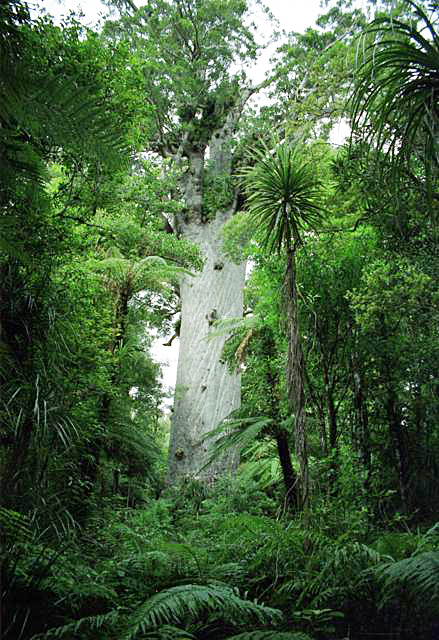
Agathis australis in Nieuw-Zeeland
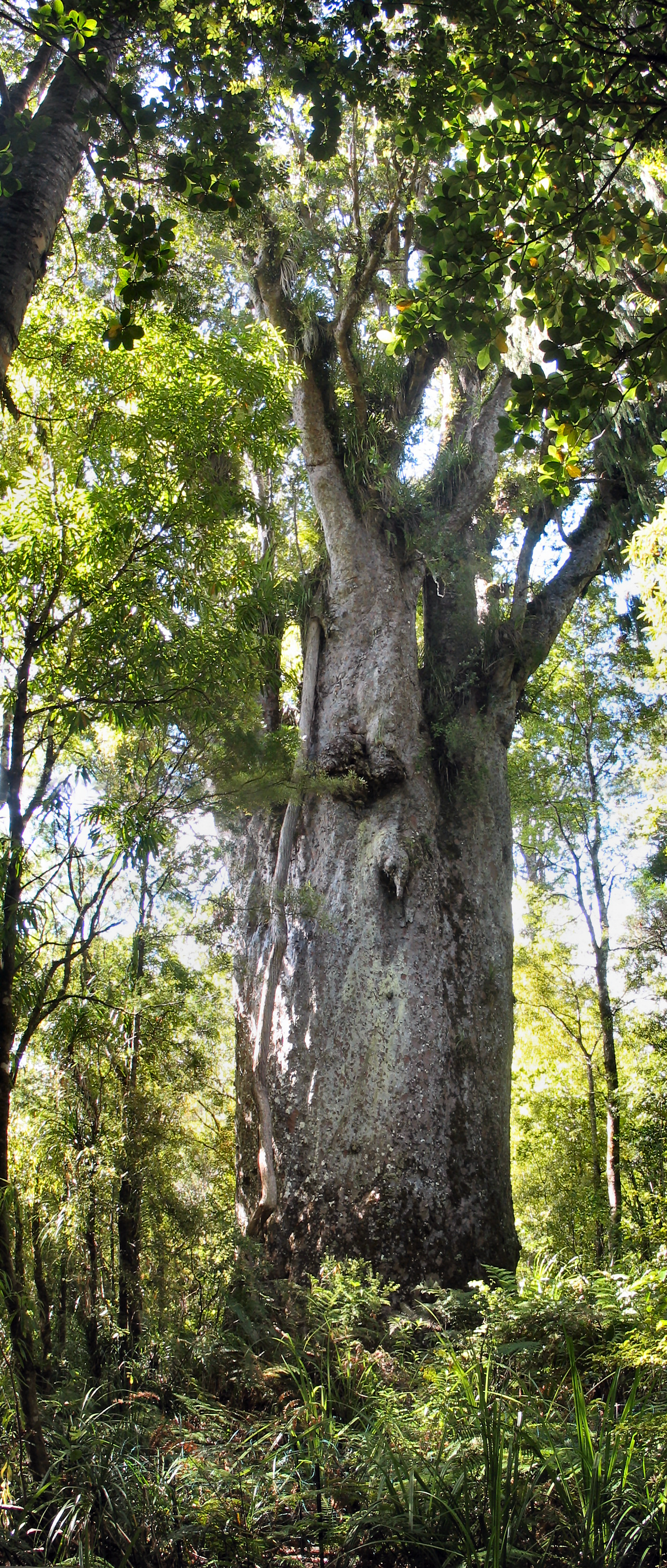
Agathis australis in Nieuw-Zeeland
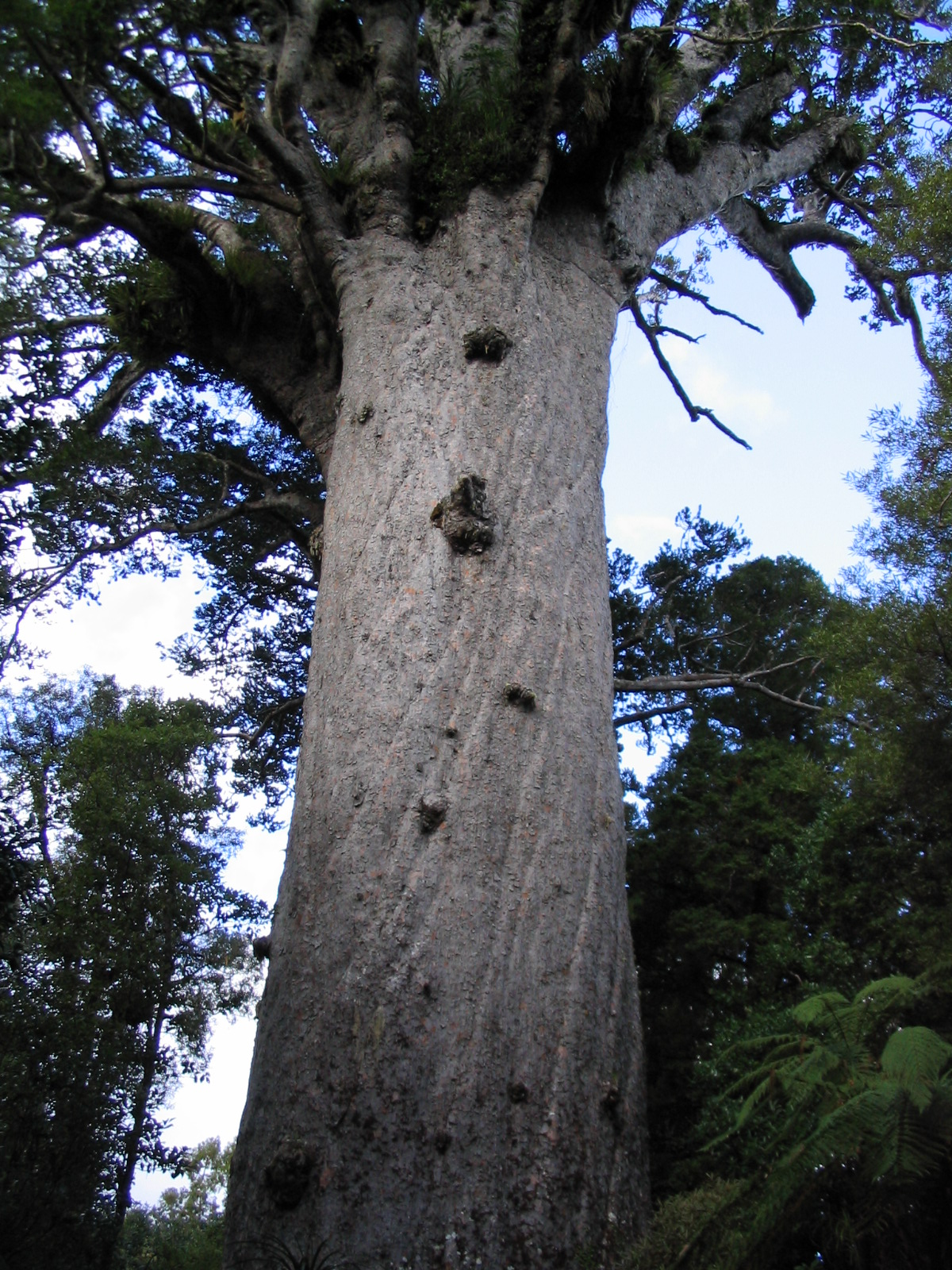
Tane mahuta in het Waipouawoud in Nieuw-Zeeland (Agathis australis)
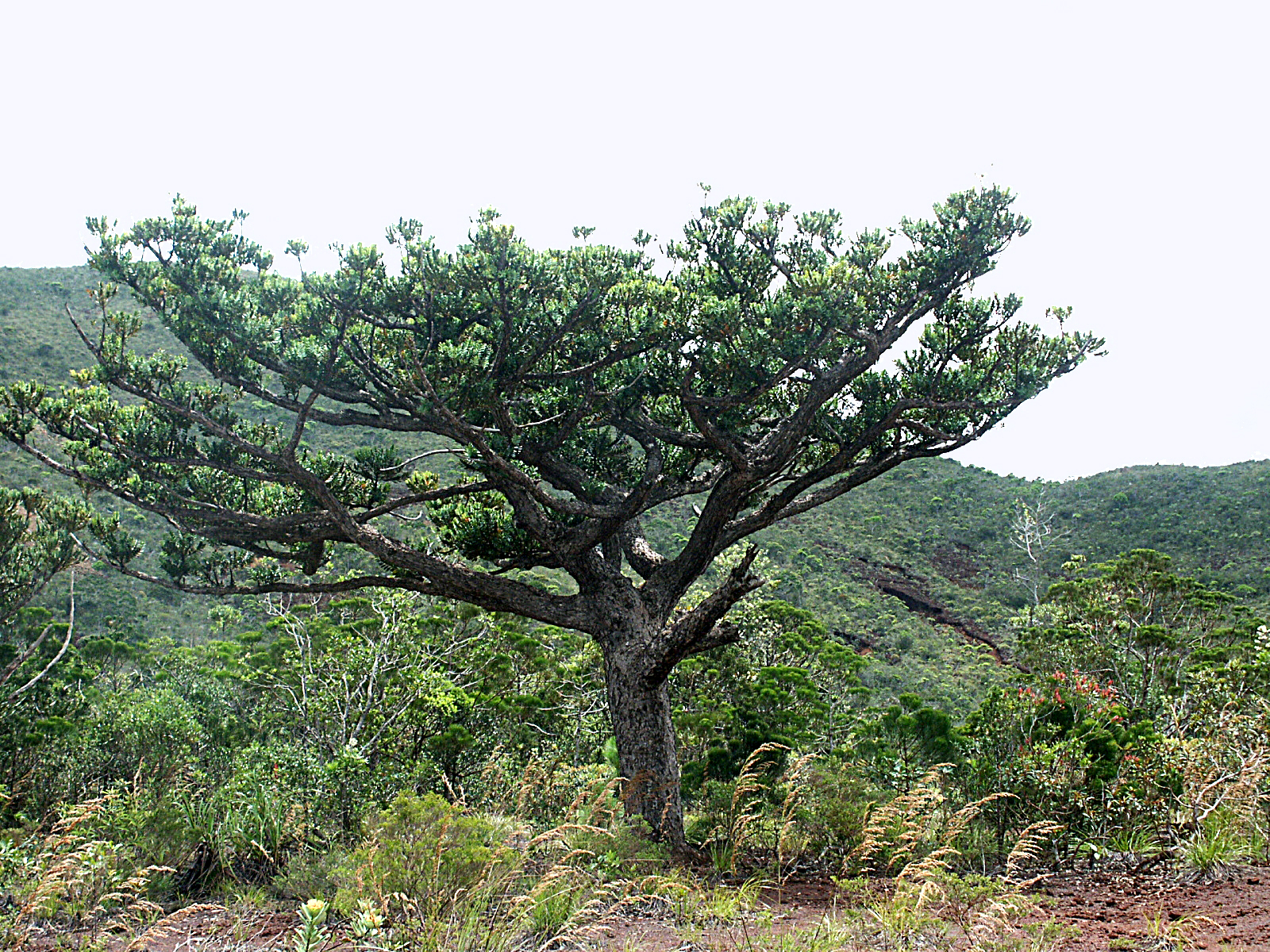
Agathis ovata in Nieuw-Caledonië
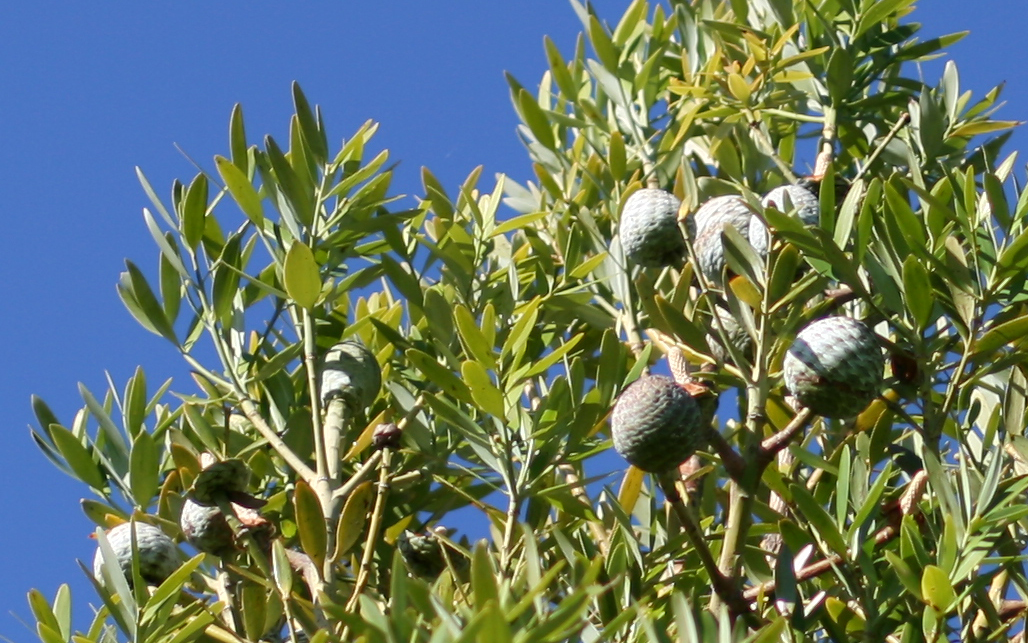
Agathis macrophylla
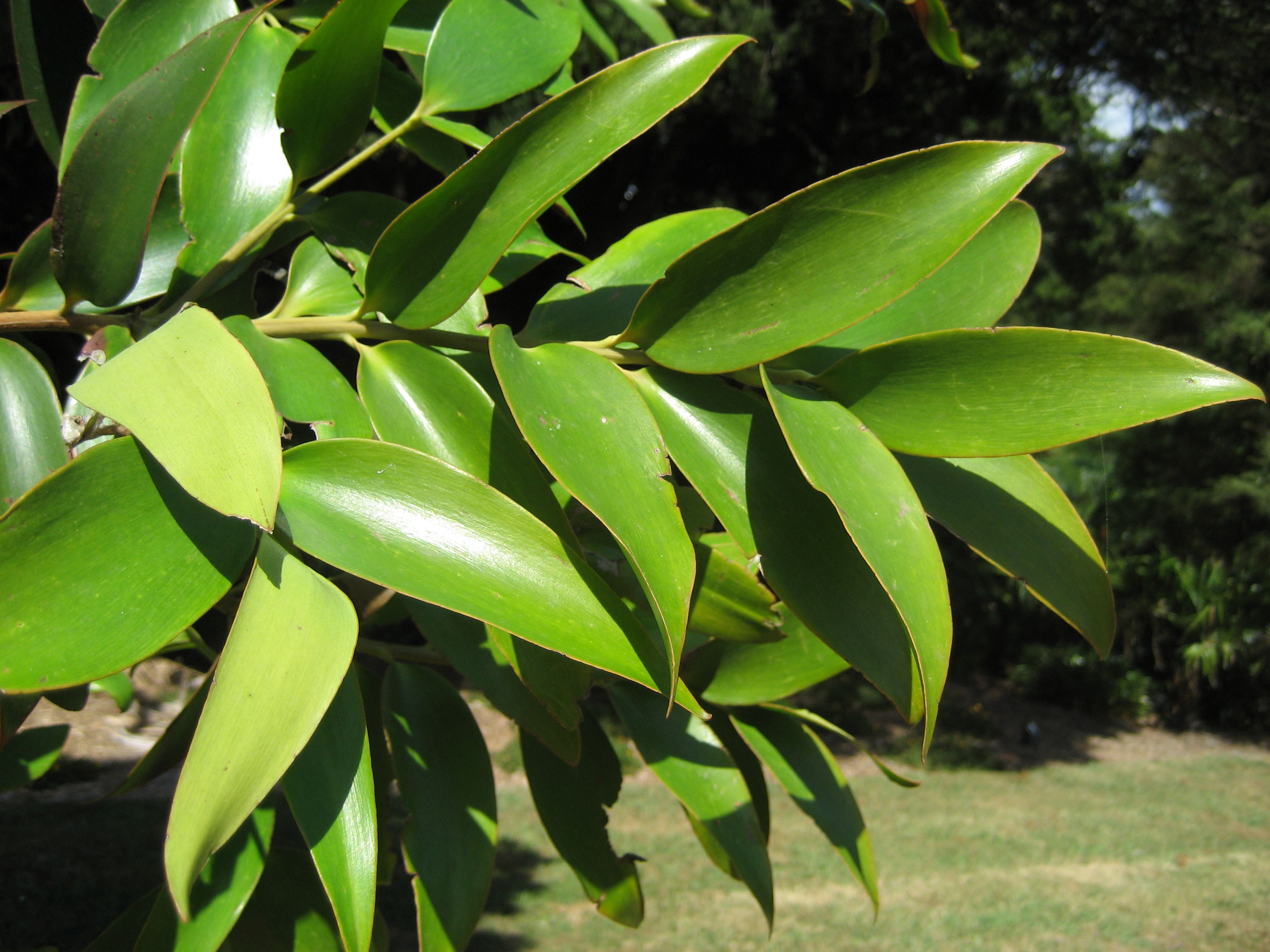
Tak met bladeren van Agathis robusta
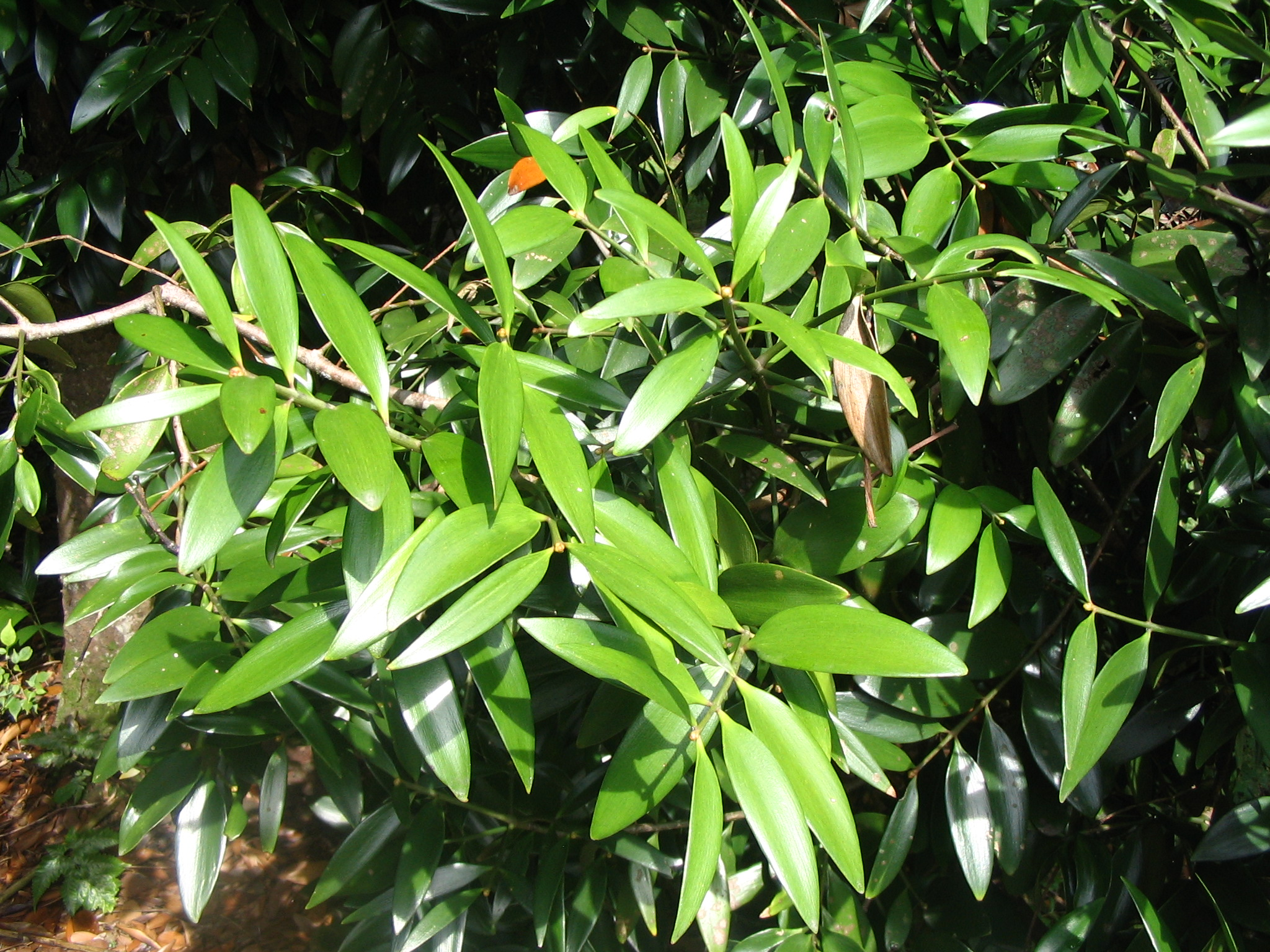
Tak met bladeren van Agathis borneensis
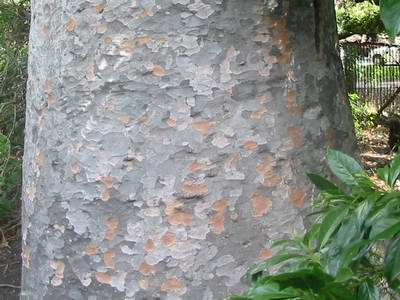
Schors van Agathis robusta
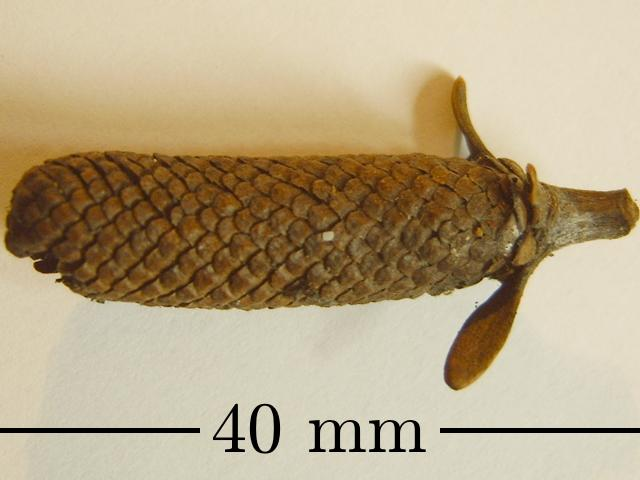
Mannelijke kegelvrucht van Agathis australis
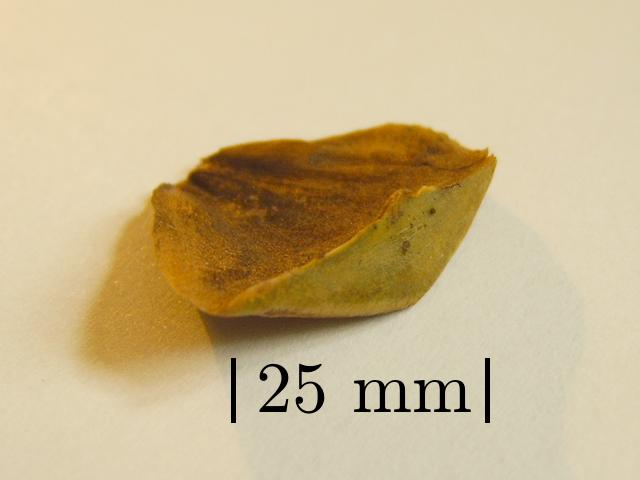
Zaad van Agathis australis
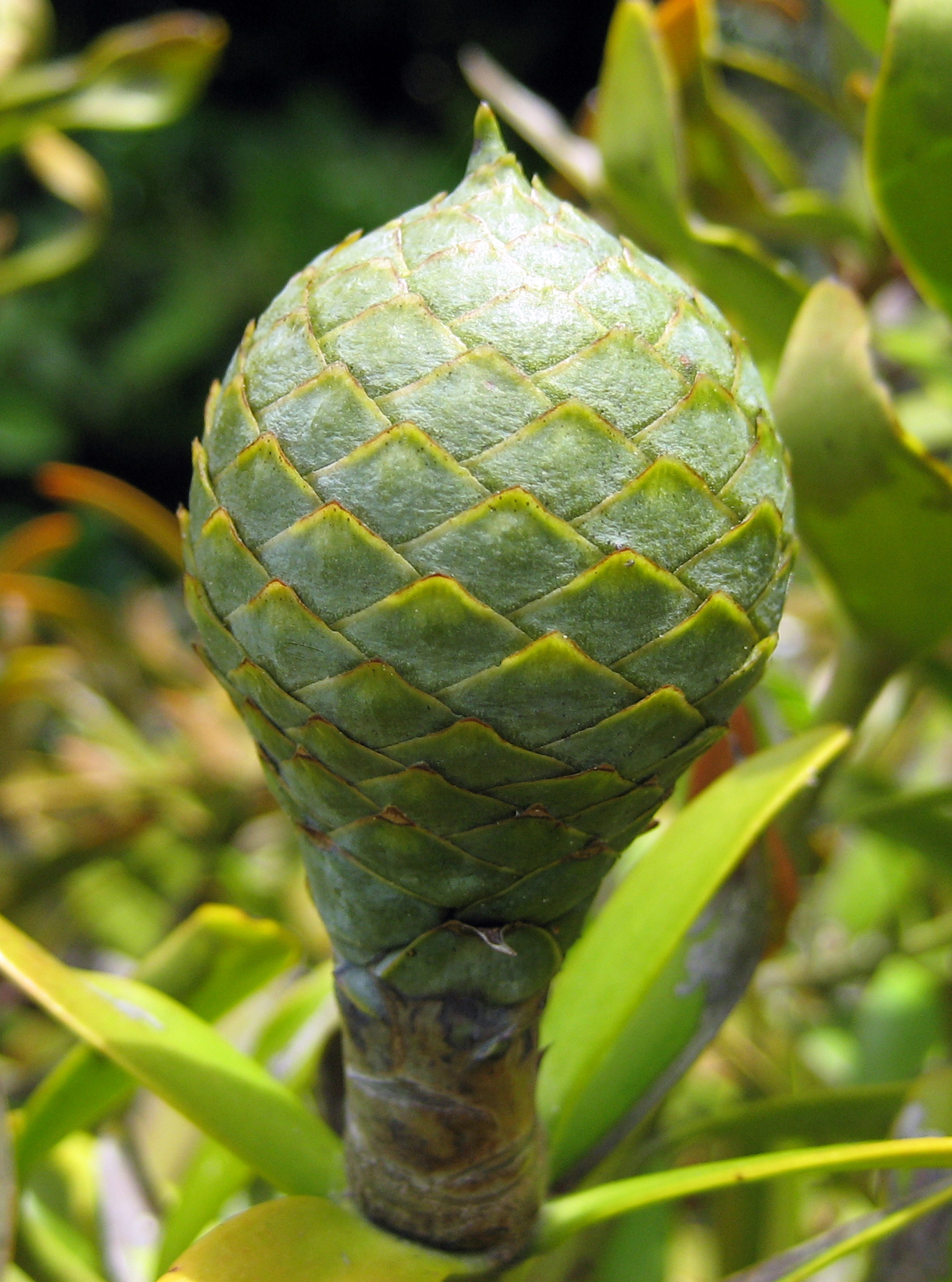
Kegel van een Agathis australis in Nieuw-Zeeland
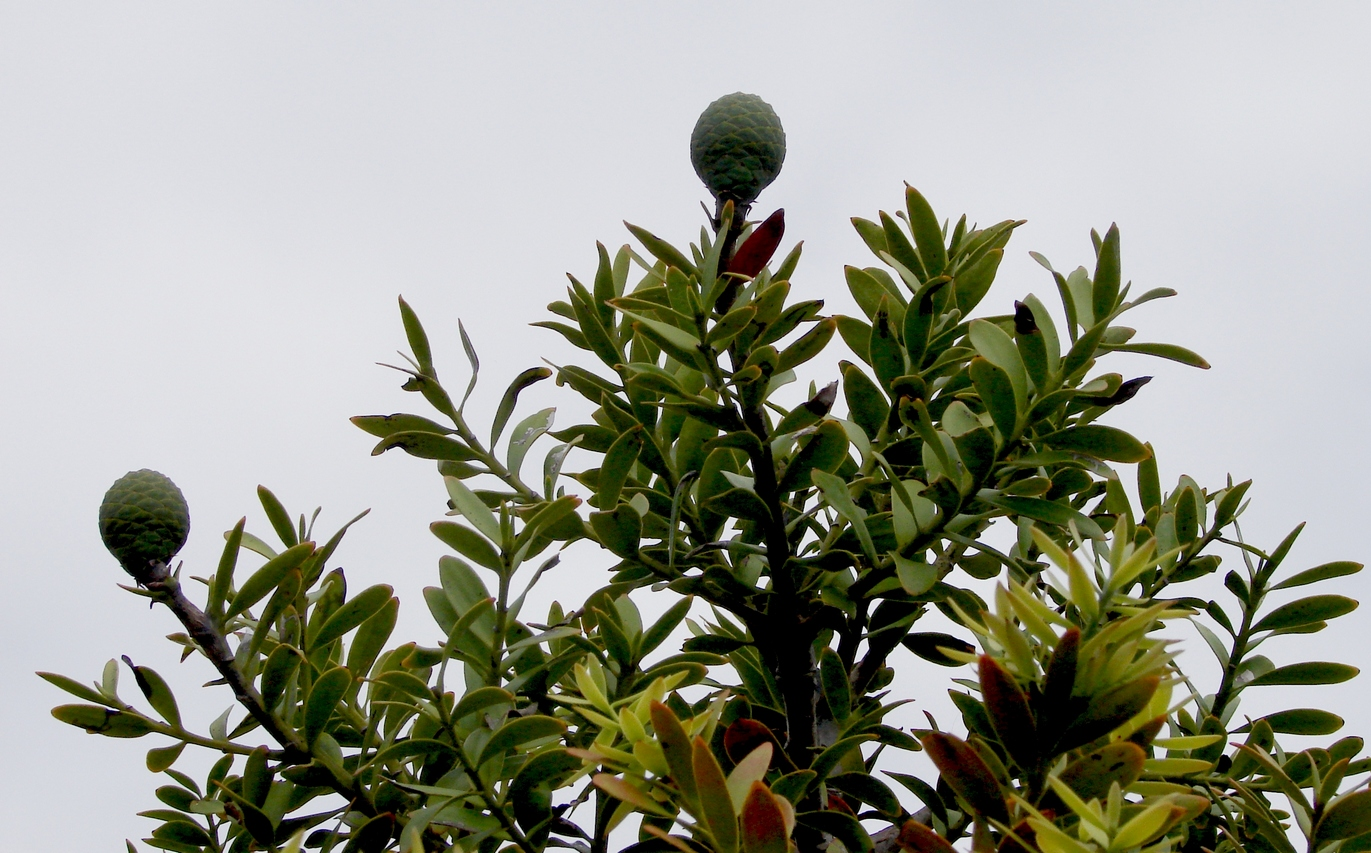
Bladeren en Kegels van Agathis australis